# Bacchisa transversefasciata
Bacchisa transversefasciata är en skalbaggsart som beskrevs av Stefan von Breuning 1960. Bacchisa transversefasciata ingår i släktet Bacchisa och familjen långhorningar.
Artens utbredningsområde är Filippinerna. Inga underarter finns listade.